# Acidente ferroviário de Anchieta
O acidente ferroviário de Anchieta ocorreu em 4 de março de 1952 no estado do Rio de Janeiro, em Anchieta, um subúrbio a aproximadamente 32 quilômetros do centro da cidade de Rio de Janeiro. O acidente causou a morte de 119 pessoas e o clamor público subsequente resultou em novos investimentos do governo nas vias ferroviárias.

## Acidente

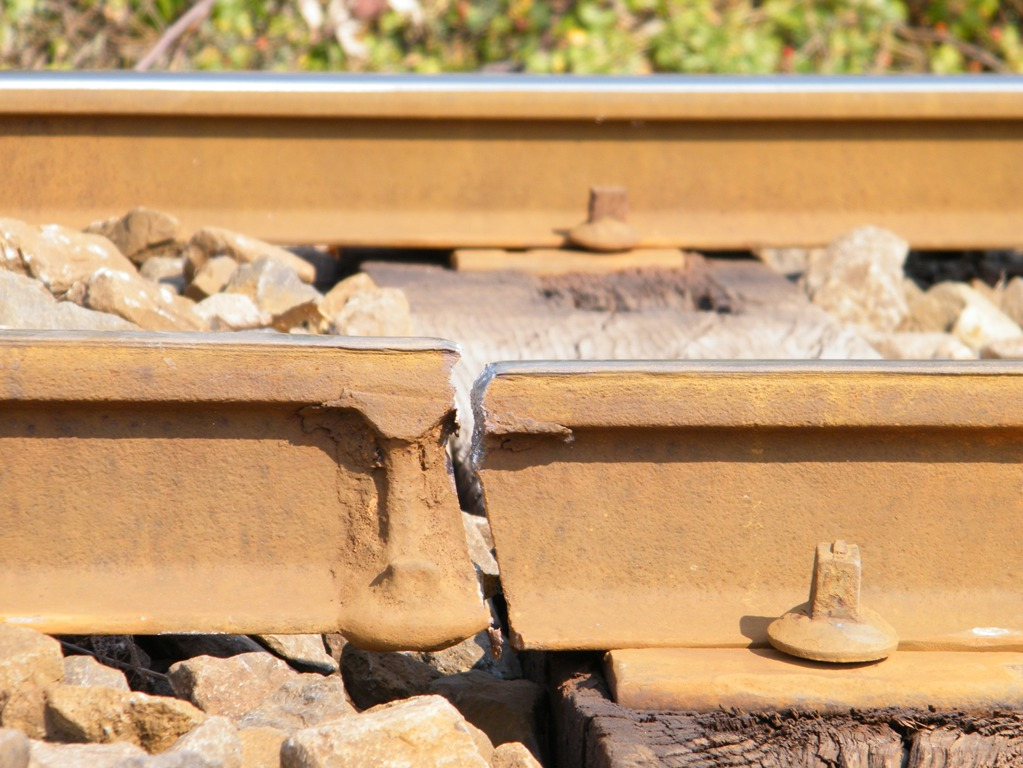
Exemplo de trilho quebrado.

Até a década de 1950, os acidentes fatais eram bastante frequentes em ferrovias brasileiras, havendo quase 1442 descarrilamentos somente em 1950. Dois meses antes da tragédia já havia ocorrido um descarrilamento no mesmo trecho da linha. Às 8h40m do dia 4 de março, um trem de passageiros lotado estava cruzando lentamente uma ponte sobre o Rio Pavuna, perto da estação de Anchieta quando descarrilou, projetando dois vagões de madeira para o lado, na linha adjacente. Quase imediatamente, um trem de carga moderno de alta velocidade, vindo na direção contrária, chocou-se contra os carros de madeira, entrando sob a estrutura e empurrando os vagões para cima. O acidente agrava-se principalmente pela lotação do trem, comum à área suburbana, com passageiros agarrados às laterais, sob e entre os vagões. Uma testemunha diz que viu "passageiros voando em todas as direções quando o choque ocorreu". No total, 119 pessoas foram mortas e até 250 foram feridas.[carece de fontes?]
O maquinista do trem a vapor fugiu da cena com sua locomotiva, que foi posteriormente encontrada abandonada horas depois; o homem foi dado como foragido, sendo jamais visto novamente. O motivo para seu desaparecimento era uma lei específica que dizia que um maquinista preso na cena de um acidente poderia ser detido indefinida e inafiançavelmente. Se escapasse da prisão por 48 horas, contudo, ele poderia continuar livre até que fosse condenado por negligência ou má conduta grave.[carece de fontes?]

## Resposta
A negligência quanto ao estado de conservação dos trilhos e a fiscalização pouco rígida eram causas frequêntes de acidentes. A Estrada de Ferro Central do Brasil (EFCB), empresa federal que operava ambos os trens envolvidos, tinha sido acusada de negligência devido ao seu alto número de acidentes fatais. As linhas conduziam trens mais pesados e com lotações muito acima das que foram originalmente feitas para suportar. Por conta do altíssimo número de vítimas fatais iniciou-se uma comoção pública contra a "matança nas ferrovias", encabeçada pela imprensa brasileira. Policiais extras estavam posicionados na Estação Ferroviária Dom Pedro II, no Rio, para parar quaisquer possíveis manifestações.
Uma investigação foi iniciada pela EFCB. A causa do descarrilamento inicial foi determinada como um trilho quebrado, mas o laudo oficial também indicou que a ferrovia estava em "uma condição deplorável e perigosa". Em resposta, o presidente Getúlio Vargas ordenou a renovação imediata de mais de 190 quilômetros de trilhos considerados perigosos e requisitou a compra de 200 novas locomotivas elétricas e carros para fornecer serviços mais confiáveis e seguros, financiando esta compra com empréstimos estrangeiros.[carece de fontes?]

## Leitura complementar
- Tratado de Estradas de Ferro - Prevenção e Investigação de Descarrilamentos, editado por José Eduardo Castello Branco e Ronaldo Ferreira, publicado em 2002 pela Reflexus, ISBN 85-901545-2-1.